# Diana degli Andalò
Diana degli Andalò (o di Andalò; Bologna, 1201 – Bologna, 10 giugno 1236) è stata una religiosa italiana. È venerata come beata dalla Chiesa cattolica.

## Biografia
Nacque a Bologna in seno ad una famiglia nobile e politicamente attiva; il padre Andrea Lovello (da cui il soprannome Andalò) apparteneva alla consorteria dei Carbonesi; suoi fratelli erano Castellano, Loderingo e Brancaleone degli Andalò. Non vi sono informazioni sulla sua infanzia, se non che era bella, allegra e intelligente. Ammiratrice del beato Reginaldo d'Orléans, lo aiutò nel marzo 1219 nell'acquisto della località di Vigne (dove sorgeva il convento di San Nicolò, e dove sorge l'attuale Basilica di San Domenico). Nell'agosto dello stesso anno si unì ai domenicani, accolta da Domenico di Guzmán in persona, ma la famiglia era contraria e la costrinse a restare a casa. Il 22 luglio 1221 si unì allora alle monache agostiniane dell'eremo di Ronzano: anche stavolta i familiari cercarono di impedirglielo, arrivando perfino a rapirla (evento durante il quale si ruppe una costola); Domenico le inviò delle lettere per consolarla, oggi perdute. La giovane, comunque, poi fuggì e fece ritorno a Ronzano, dove rimase fino al giugno 1223.
Il beato Giordano di Sassonia incontrò dunque la famiglia di Diana, e li convinse che l'unico modo per averla vicino era quello di fondare un convento: nel 1222 così, Diana, aiutata dalla famiglia e da Giordano, fondò il monastero di sant'Agnese di Bologna, su un appezzamento di terra di proprietà del padre. Diana passò il resto della sua vita nel monastero, di cui divenne superiora, assieme ad altre monache oggi venerate come beate come Cecilia e Amata di Bologna.
Diana mantenne per anni corrispondenza con Giordano di Sassonia, e molte delle loro lettere sono tuttora esistenti.

## Culto
Venne beatificata da papa Leone XIII, l'8 agosto 1888. Nelle icone è raffigurata come suora domenicana, che tiene in mano dei gigli, simbolo di purezza, e una rappresentazione del suo monastero. La ricorrenza è il 10 giugno (anche se vengono occasionalmente indicati anche l'8 e il 9 dello stesso mese).